# Clan Shimazu
Pour les articles homonymes, voir Shimazu.

Le mon de la famille Shimazu.

Le clan Shimazu (島津, Shimazu-shi) est une famille de daimyos qui régnait sur les provinces de Satsuma, Osumi et Hyuga (Kyūshū).

## Histoire

### Les origines des Shimazu
Cette famille descend de l'empereur Seiwa (850-880) et du shogun Minamoto no Yoritomo (1147-1199), par son fils Tadahisa qui prendra le nom du domaine de Shimazu (domaine de Satsuma, province de Hyuga).
Il n'est pas exagéré de prétendre que la famille Shimazu fut l'une des plus puissantes machines de guerre de la période Sengoku. L'extrême sud du Kyūshū se divisait alors en deux provinces : Satsuma et Osumi. Depuis la période Kamakura, les Shimazu étaient nommés shugo (gouverneur de province désigné par le régime, chargé de la police et de l'armée).

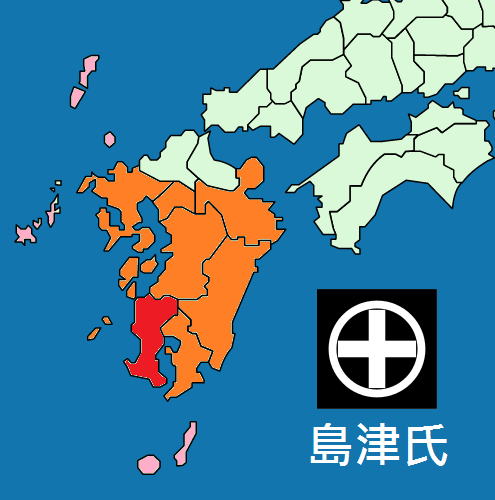
Domaine du clan Satsuma, aujourd'hui rattaché à la préfecture de Kagoshima, en vert foncé.

### Les Shimazu contre Toyotomi Hideyoshi
Le clan Shimazu, le plus puissant de Kyūshū, décida d'unifier son île. Pour cela il devait soumettre deux clans : celui des Otomo et celui des Ryūzōji. Mais la bataille, remportée par les Shimazu contre le clan Ryūzōji et conduite par Ryuzoji Takanobu, attira l'attention de Toyotomi Hideyoshi sur la puissance émergente du clan Shimazu. Trois ans plus tard, prétextant apporter de l'aide au clan Otomo, Hideyoshi envahit Kyūshū avec ses troupes et combattit le clan Shimazu à la bataille d'Okita Nawate le 5 mars 1584.
En 1587, Toyotomi Hideyoshi attaqua la forteresse de Takajo ; Yamada Arinobu commandait 1 500 hommes. Cette fois, il fut assiégé par 80 000 soldats menés par Hashiba Hidenaga, vassal du grand conquérant. Le 10 avril, Shimazu Yoshihiro fit un raid nocturne sur la forteresse de Shiranezaka. Mais, comme ils s'attendaient à être attaqués, les soldats avaient posé des pièges un peu partout pour protéger les abords des lieux. Yoshihiro ne put prendre le château durant la nuit. Lorsque les renforts de Hidenaga arrivèrent, Yoshihiro et Yoshihisa durent battre en retraite à l'aube. Les opérations les mieux coordonnées des Shimazu ne pouvaient venir à bout des troupes bien entraînées de Toyotomi Hideyoshi.

### Les Shimazu en Corée
La bataille navale de No Ryang est la dernière bataille de la guerre Imjin, qui a opposé la Corée de la dynastie Choson et la Chine de la dynastie Ming à l'empire Japonais de Hideyoshi Toyotomi, de 1592 à 1598. La flotte sino-coréenne était menée par l'amiral Yi sun-sin et par le Chinois Chen Lin, tandis que du côté japonais, Shimazu Yoshihiro était le commandant de la flotte. Le 16 décembre 1598, à No Ryang, sur les côtes coréennes, se sont affrontés l'amiral Yi Sun-sin et Shimazu Yoshihiro. Cette bataille marqua la toute première utilisation du kobuk-son ou keobukseon (« bateau tortue »), premier navire blindé à livrer bataille en haute mer ; c'est l'amiral Yi lui-même qui avait conçu les plans de ce navire. Mais les Coréens et les Chinois avaient aussi comme navires 6 jonques de guerre, 82 panokseon et 15 600 hommes. Les Japonais quant à eux avaient 500 navires et 20 000 hommes. Dans la bataille, la flotte sino-coréenne bien qu'en infériorité numérique, avait une puissance de feu supérieure et des structures plus solides que l'armée japonaise.
Dans la première phase de la bataille, l'attaque des canons chinois et coréens empêcha les navires des Shimazu de bouger, mais l'étroitesse du détroit limitait également la manœuvrabilité. Puis Chen Lin ordonna à sa flotte d'engager la mêlée avec les Japonais ; cependant, cela permit aux arquebusiers japonais d'utiliser leur tactique traditionnelles d'abordage. Vers le milieu de la bataille, la moitié des navires de Shimazu furent coulés ou capturés par l'ennemi. Le bruit courut que le vaisseau amiral de Shimazu Yoshihiro avait été coulé et que Shimazu lui-même était cramponné à un bout de bois tandis que, au moyen de grappins, des soldats chinois tentaient de le monter à bord.
Voyant qu'ils ne gagneraient pas, les navires japonais commencèrent à battre en retraite. Dans la dernière phase de la bataille, l'amiral Yi Sun-sin ordonna la poursuite  mais il reçut un tir d'arquebuse au niveau de l'aisselle gauche. Le combat continua, cependant les Japonais battaient en retraite. Sur les 500 navires nippons, on estime que seulement 150 à 200 regagnèrent le Japon. Tous les grands généraux qui étaient en Corée, comme Konishi, Shimazu et Kiyomasana Kato, se réunirent à Pusan, puis se retirèrent vers le Japon, le 21 décembre 1598.

### La bataille de Sekigahara
La capitale de la famille était la ville de Kagoshima. En 1600, la famille participa, dans le camp des perdants à la bataille de Sekigahara. Shimazu Yoshihiro (1535-1619), dix-septième chef de la lignée Shimazu, réputé bon guerrier (surnommé le « démon Shimazu » pour avoir impressionné ses ennemis à Sekigahara) et Toyohisa Shimazu participèrent à la bataille.

### La fin des samouraïs
À la fin de l'époque d'Edo arrive une flotte de vaisseaux noirs, avec à son bord le commodore américain, Matthew Calbraith Perry. Le shogunat n'ayant plus ni le temps ni les moyens de surveiller tous les fiefs du Japon, ceux-ci finirent par le dévorer sous le règne de Yoshinobu Tokugawa (1866-1867). Mais deux des trois héros de l'ère Meiji sont de Satsuma (province sous le contrôle des Shimazu) : Saigō Takamori, Okubo Toshimichi. Le dernier provient de Choshu, il s'agit de Takayoshi Kido.
En 1877, le clan se révolta pour tenter de faire perdurer la société des samouraïs, qui venait d'être abolie à la suite des réformes de l'ère Meiji. La révolte fut réprimée difficilement par les troupes impériales, déjà fort occupées à régler des troubles avec les forces shogunales. Près de 40 000 hommes partirent pour mater la rébellion de Satsuma menée par les troupes de Saigo, mais Tokyo mobilisa 70 000 hommes de l'armée de terre ainsi que des forces navales. Saigō Takamori, blessé au combat le 24 septembre 1877, décida de se faire seppuku. Il est aujourd'hui reconnu par le peuple comme « le dernier samouraï ». Le clan Shimazu fait partie des rares familles japonaises à avoir conservé le même fief (de 700 000 koku) de la période Kamakura à la restauration de Meiji.

## Ordre de succession
1. Shimazu Tadahisa
2. Shimazu Tadatoki
3. Shimazu Hisatsune
4. Shimazu Tadamune
5. Shimazu Sadahisa
6. Shimazu Morohisa
7. Shimazu Ujihisa
8. Shimazu Yuihisa
9. Shimazu Motohisa
10. Shimazu Hisatoyo
11. Shimazu Tadakuni
12. Shimazu Tachihisa
13. Shimazu Tadamasa
14. Shimazu Tadaosa
15. Shimazu Tadataka
16. Shimazu Katsuhisa
17. Shimazu Takahisa (commença les premières campagnes pour l'unification de Kyūshū)
18. Shimazu Yoshihisa (réussit à contrôler la plus grande partie de l'île, mais perdit les territoires gagnés après l'expédition de Hideyoshi Toyotomi)
19. Shimazu Yoshihiro (réunifia Kyushu ; participa à la bataille de Sekigahara)
20. Shimazu Tadatsune (organisa l'invasion du royaume de Ryūkyū)
21. Shimazu Mitsuhisa
22. Shimazu Tsunataka
23. Shimazu Yoshitaka  (1675-1747)
24. Shimazu Tsugutoyo  (1701-1760)
25. Shimazu Munenobu   (1728-1749)
26. Shimazu Shigetoshi
27. Shimazu Shigego
28. Shimazu Narinobu
29. Shimazu Narioki
30. Shimazu Nariakira
31. Shimazu Hisamitsu
32. Shimazu Tadayoshi (2e)
33. Shimazu Tadashige (en)

## Autres membres
- Shimazu Sanehisa
- Shimazu Kiriyama (exil volontaire)
- Shimazu Shigehide[1]
- Shimazu Iehisa
- Shimazu Toyohisa, fils du précédent, décédé à la bataille de Sekigahara

## Activités culturelles
La famille Shimazu est à l'origine de l'immigration, aux alentours de la ville de Kagoshima, de nombreux potiers coréens. Ces derniers ont été chargés par la famille féodale d'enseigner leur savoir-faire aux potiers sur place. Grâce au travail du clan, les artisans japonais augmentent leur technique et parviennent à créer leur propre style de céramique japonaise : le style Ryumonji.